# Marko Buvinić
Marko Buvinić (* 28. Juni 1992 in Pula, Kroatien) ist ein kroatischer Handballspieler.

## Karriere
Buvinić spielte in seiner Heimat beim RK Umag Handball. 2013/14 lief der Rückraumspieler dann für den RK Poreč im EHF Europa Pokal und damit zum ersten Mal international auf. 2014/15 wechselte der Linkshänder zu RK Metalurg Skopje und nahm mit dem Team sowohl an der SEHA-Liga als auch an der EHF Champions League teil. 2016/17 unterschrieb der Kroate einen Einjahresvertrag bei Bregenz Handball. Mit den Vorarlbergern bestritt er das Qualifikationsturnier für die EHF Champions League, scheiterte jedoch im Finale an ABC/UMinho aus Portugal.

## HLA-Bilanz
| Saison    | Verein           | Spielklasse | Tore | 7-Meter    | Feldtore |
| --------- | ---------------- | ----------- | ---- | ---------- | -------- |
| 2016/17   | Bregenz Handball | HLA         | 53   | 5/8        | 48       |
| 2016–2017 | gesamt           | HLA         | 53   | 5/8 (63 %) | 48       |